# ریزد بای سوانز
ریزد بای سوانز (به انگلیسی: Raised by Swans) یک گروه موسیقی مستقل زیرزمینی به محوریت اریک هائدن (به انگلیسی: Eric Howden) است که در سال ۱۹۹۸ در اونتاریوی کانادا تشکیل شد.
نام گروه برگرفته از تجریۀ شخصی اریک هائدن در خواب است، که دیده‌بود در جنگلی قوهای غول‌پیکری او را با خود با آسمان می‌برند.